# Robert Folk
Robert Folk (* 5. März 1949 in New York City, New York) ist ein US-amerikanischer Filmmusikkomponist, Songwriter und Musikproduzent.

## Leben und Wirken
Robert Folk begann seine Musik-Karriere schon im jugendlichen Alter als Songwriter und Bandmitglied bei verschiedenen „East-Coast Rock-Bands“. Nach einigen Jahren entdeckte er aber zusehends seine Leidenschaft für die klassische Musik, so dass er sich für ein Studium an der renommierten Juilliard School of Music in New York entschloss (an der u. a. auch John Williams studierte), die als weithin beste amerikanische Schule für angehende Komponisten gilt. Nach dem Erwerb eines Magister- und eines Doktorgrades unterrichtete er zunächst selbst noch einige Jahre an der Fakultät, bevor er schließlich in den frühen 1980er Jahren, über einen befreundeten Regisseur, die ersten Kontakte zur Filmindustrie knüpfen konnte und letztendlich nach Hollywood ging.
Inzwischen hat Robert Folk über 70 verschiedene Fernseh- und Kinofilme vertont. Seine Kompositionen, die er auch immer selbst orchestriert und dirigiert, kann man unter anderem in vielen bekannten Major- und Independent-Filmen wie Die unendliche Geschichte II – Auf der Suche nach Phantásien (1990), Boy Soldiers (1991) oder Loaded Weapon 1 (1993) hören. Viele seiner Scores wurden auch direkt in Deutschland aufgenommen, so entstanden die Aufnahmen für Beastmaster II – Der Zeitspringer im Jahr 1991 in Ost-Berlin mit dem Berliner-Rundfunkorchester, während andere Partituren, wie z. B. „Honeymoon Academy“ oder Die unendliche Geschichte II, mit verschiedenen Orchestern (u. a. Münchner Symphoniker, Bayerisches Staatsorchester) in München eingespielt wurden.
Bislang wurden nur die wenigsten seiner Arbeiten auf (offiziellen) Soundtrack-CDs veröffentlicht – dies gilt auch für seine mit Abstand bekanntesten Filmpartituren, den Scores zur Police Academy-Serie, obwohl Robert Folk dazu in einem Interview anmerkte: „Ich bedauere, dass ausgerechnet diese Scores am populärsten sind […] man kann doch nur schwerlich einen dieser Filme als sehenswert bezeichnen. Es hat mir jedoch Spaß gemacht, weil ich Musik mit Marsch-Charakter für großes Orchester schreiben durfte [… außerdem ist] der Produzent ein guter Freund von mir, dem ich stets gern einen Gefallen erweise. Wäre es nicht so, ich hätte wahrscheinlich nach dem ersten Teil keinen Score mehr für die Serie geschrieben.“
Robert Folk ist ein Mitglied der „Academy of Motion Picture Arts and Sciences“ – neben seiner Filmmusikarbeit ist er gelegentlich auch noch als Konzertkomponist tätig. Seine eigene Ballett-Komposition „To Dream Of Roses“ (1990), entstanden für das American Ballet Theatre und aufgenommen mit dem London Symphony Orchestra, dürfte hierbei das bekannteste und erfolgreichste Werk sein.

## Kompositionen (Auswahl)

### Filmmusiken
- 1980: Hart aber herzlich (Hart to Hart, Fernsehserie)
- 1981: Gefangene der Bestien (Savage Harvest)
- 1982: The Slayer
- 1983: The Planets (Fernsehfilm)
- 1984: Police Academy
- 1984: Einmal Hölle und zurück (Purple Hearts)
- 1984: Bachelor Party
- 1985: Police Academy 2 – Jetzt geht’s erst richtig los (Police Academy 2: Their First Assignment)
- 1985: Thunder Alley
- 1986: Police Academy 3 – … und keiner kann sie bremsen (Police Academy 3: Back in Training)
- 1986: Heiße Geschäfte (Odd Jobs)
- 1986: Combat Academy (Combat High, Fernsehfilm)
- 1986: Die Stewardessen Academy (Stewardess School)
- 1987: Police Academy 4 – Und jetzt geht’s rund (Police Academy 4: Citizens on Patrol)
- 1987: Can’t Buy Me Love
- 1988: Police Academy 5 – Auftrag Miami Beach (Police Academy 5: Assignment: Miami Beach)
- 1988: Der letzte Outlaw (Miles from Home)
- 1989: Police Academy 6 – Widerstand zwecklos (Police Academy 6: City Under Siege)
- 1989: Tanz der Hexen (Wicked Stepmother)
- 1990: Tremors – Im Land der Raketenwürmer (Tremors)
- 1990: Die unendliche Geschichte II – Auf der Suche nach Phantásien (The NeverEnding Story II: The Next Chapter)
- 1991: Boy Soldiers (Toy Soldiers)
- 1991: Beastmaster II – Der Zeitspringer (Beastmaster 2: Through the Portal of Time)
- 1991: Rock-A-Doodle
- 1992: Shadow Hunter
- 1993: Arabian Knight
- 1993: Loaded Weapon 1
- 1994: Police Academy 7 – Mission in Moskau (Police Academy: Mission to Moscow)
- 1994: In the Army Now – Die Trottel der Kompanie (In the Army Now)
- 1994: Der Zaubertroll (A Troll in Central Park)
- 1994: Schneesturm im Paradies (Trapped in Paradise)
- 1995: Ace Ventura – Jetzt wird’s wild (Ace Ventura: When Nature Calls)
- 1995: T-Rex (Theodore Rex)
- 1996: Der Rasenmäher-Mann 2 – Beyond Cyberspace (Der Rasenmäher-Mann 2)
- 1996: Maximum Risk
- 1997: Booty Call – One-Night-Stand mit Hindernissen (Booty Call)
- 1997: Nix zu verlieren (Nothing to Lose)
- 1998: Zweite Liga – Die Indianer von Cleveland sind zurück (Major League: Back to the Minors)
- 1999: You Are Dead (You’re Dead...)
- 1999: Held Up – Achtung Geiselnahme! (Held Up)
- 2001: Die Männer Ihrer Majestät (All the Queen’s Men)
- 2002: Kung Pow: Enter the Fist
- 2002: Boat Trip
- 2004: Back in the Day
- 2005: American Pie präsentiert: Die nächste Generation (American Pie: Band Camp)
- 2006: Van Wilder 2: The Rise of Taj
- 2008: Beethovens großer Durchbruch (Beethoven’s Big Break)

### Konzertmusiken
- 1990 To Dream Of Roses – American Ballet Theatre

## Trivia
Für die Horrorkomödie Tremors – Im Land der Raketenwürmer wurde Robert Folk kurz vor dem Kinostart gebeten, den Score des Komponisten Ernest Troost komplett zu ersetzen, da die Produzenten des Films mit dessen Arbeit nicht zufrieden waren – Folk hatte für seinen symphonischen Ersatz-Score (der vor allem in der zweiten Filmhälfte zu hören ist) aber gerade einmal fünf Tage Zeit und konnte daher nur die Hälfte der Musik von Troost ersetzen, die andere Hälfte seines Scores ist nach wie vor im Film zu hören.
Robert Folks Name sucht man in den Credits des Films jetzt allerdings vergeblich. In einem Interview erklärte er dazu: „… das liegt daran, dass Troost einen Vertrag hatte, der ihm zugestand, dass, wenn irgend ein Teil seiner Musik im Film Verwendung fände, sein Name auf jeden Fall in den Credits zu nennen sei. Es ist etwas anderes, wenn z. B. Jerry Goldsmith der ursprüngliche Komponist gewesen wäre, dann hätte man sicherlich die Nennung geteilt. Aber bei einem Komponisten ohne Reputation habe ich entschieden, dass mein Name besser nicht zusammen mit seinem genannt werden sollte. Jeder hier in Hollywood kennt diese Geschichte.“